# Omicron aviculum
Omicron aviculum är en stekelart som först beskrevs av Henri Saussure 1875.  Omicron aviculum ingår i släktet Omicron och familjen Eumenidae. Inga underarter finns listade i Catalogue of Life.